# Leki przeciwmalaryczne
Leki przeciwmalaryczne – grupa leków przeciwpierwotniakowych stosowanych w profilaktyce i leczeniu malarii. Tradycyjnymi lekami przeciwmalarycznymi są pochodne chinoliny: chlorochina, amodiachina, prymachina.
W walce z tą chorobą stosuje się też nowsze, syntetyczne leki należące do następujących grup:
- pochodne akrydyny
np. mepakryna. Działanie polega na zakłócaniu funkcji DNA przez wiązanie się z kinoplastami.
- pochodne fenantrenu
np. chinina, halofantryna, lumefantryna
- pochodne biguanidu
np. prokwanil. Działanie polega na hamowaniu syntezy kwasu tetrahydrofoliowego (THF) w komórkach zarodźca pasmowego. Leki z tej grupy są inhibitorami enzymu reduktazy dihydrofolianu.
- pochodne pirymidyny
np. pirymetamina. Mechanizm działania jest taki sam jak u pochodnych biguanidu.